# Valentinus
Valentinus vagy magyarosan Valentinosz (kb. 100-165) ókeresztény teológus, a gnoszticizmus egyik legjelesebb képviselője, a nevéről elnevezett valentiniánus  gnosztikus irányzat alapítója.
100 körül, Alexandriaban született, zsidó szülőktől. 136–165 közt Rómában élt. Egy nem hiteles hagyomány azt mondja róla, hogy a római püspöki székre is aspirált, s azért lett eretnekké, mert helyette egy hitvallót választottak püspökké.
Gyakorlati munkát végzett, s elméleti írások helyett levelekben s még inkább beszédekben terjesztette tanait. Világnézete platóni alapokon nyugszik, de keresztény elemekkel vegyítve. Tanítását részben Theodastól, Pál apostol tanítványától származtatta, részben látomások útján nyert kinyilatkoztatásaira alapította. Azt állította, hogy birtokában van Jézus „titkos tanításainak” egy gyűjteménye, és megtagadta, hogy azt átadja a római hatóságoknak.[forrás?]
Tanításának lényege az, hogy az emberi lélek isteni eredetű, melynek az a hivatása, hogy ismét egyesüljön istenével. Itt, az életben, az anyag és a démonok uralkodnak fölötte és az általuk támasztott vágyakkal beszennyezik. A lélek azonban diadalmaskodik rajtuk, amivel egyúttal a halálon is úrrá lesz. A diadal előfeltétele a vágyak felett való uralom, az önmegtartóztatás. Az aszkézis szükséges fokára azonban nem mindenki tud felemelkedni.
Az embereket három csoportra osztja:
- anyagi (khoikosz) emberek (akik az anyagi világhoz tartoznak) → ők olyanok, akik a világ külsőségeire figyelnek és az érzéki élvezetekben – mint az evés és a nemiség – lelik örömüket → menthetetlenül elvesznek
- lelki (pszükhikosz) emberek → azok, akik már lerázták magukról a mindennapi élet vágyait, de még nem ébredtek rá a teljes igazságra → a jó cselekedetek és az egyház munkája révén szabadulhatnak meg
- szellemi (pneumatikosz) emberek → akikben megvan az isteni szikra és a megváltásra rendeltettek; nekik már sikerült megszabadulni azoktól a bilincsektől, amelyek a világhoz láncolják őket, és teljesen önmaguk lehetnek. Az ilyen személyek túl vannak már minden földi kötöttségen, és nincsenek többé kitéve annak, hogy a világ dolgai összezavarják őket.

Ezzel döntően befolyásolta a többi gnosztikus viszonyát a keresztényekhez. Természetesen csak magukat tartották szellemi embereknek, olyanoknak, akik képesek a teljes igazság befogadására. A többi keresztényt sorolták a lelki emberek közé; a magasabb eszmékben járatlanokat az anyagi emberekhez. 
Ez a felosztás Szent Pálnál is megtalálható (Kor 15:44-48).
Iréneusz Adversus Haereses című művében így fogalmazta meg a Valentinus által képviselt gnózis lényegét:
„ A megváltás a kimondhatatlan nagyság felismerése. Jelenti mindannak tudás általi lerombolását, melyek a tudatlanság nyomorúságából és a szenvedély által keletkeztek; a tudatlanság állapotának a lerombolását, hogy a tudás legyen a belső ember megváltása. Ez nem testi, mert a test romlandó, nem is lelki, mert a lélek a nyomorúságból való; a szellem az, mely lakóhely lehet. Szelleminek kell lennie tehát a megváltásnak. Az igaz megváltás pedig ez: tudás által váltani meg a belső embert, a szellemit, s elég neki a mindenség ismerete.”
Valentinus fennmaradt műve – A három természetről – tartalmazza az első okfejtést az Atyáról, a Fiúról és a Szentlélekről. Már önmagában ez a tény is bizonyítja, mennyire bonyolult a kereszténység tanításai eredetének kérdésköre. A szentháromság-tant elsőként ez az eretneknek bélyegzett tanító öntötte szavakba.
Valentinus jelentőségét legjobban az mutatja, hogy tanítása Rómában és Itáliában éppúgy elterjedt, mint keleten: Egyiptomban és Szíriában. Kiváló tanítványok (Secundus, Ptolemaios, Herakleon, Bardesanes, Marcus) fejlesztették tovább tanait, s Egyiptomban még a 4. század második felében is voltak hívei.